# Eduardo Aranda
Eduardo Aranda (Asunción, 1985. január 28. –) paraguayi válogatott labdarúgó.

## Nemzeti válogatott
A paraguayi válogatottban 5 mérkőzést játszott.

## Statisztika
| Paraguayi válogatott | Paraguayi válogatott | Paraguayi válogatott |
| Időszak              | Mérk.                | gól                  |
| -------------------- | -------------------- | -------------------- |
| 2012                 | 1                    | 0                    |
| 2013                 | 0                    | 0                    |
| 2014                 | 0                    | 0                    |
| 2015                 | 4                    | 0                    |
| Összesen             | 5                    | 0                    |